# Chapetón
Chapetón ist der Name einer in Planung befindlichen großen Talsperre und eines Wasserkraftwerkes im Norden Argentiniens. Diese werden am Paraná, oberhalb von Villa Urquiza und etwa 40 Kilometer ostnordöstlich der Stadt Santa Fe errichtet. Das Projekt wird auch als "Paraná Medio" bezeichnet.
Das Volumen des Absperrbauwerks ist mit 296,2 Millionen m³ das zurzeit größte der Erde nach dem Damm eines Absetzbeckens in Alberta (siehe → Syncrude tailings pond). Das Volumen kommt durch die enorme Länge des Bauwerkes zustande, die 224 km betragen wird. Diese Länge ist die größte bekannte Länge einer Stauanlage. Nach anderen Informationen beträgt die eigentliche Staudammlänge 8,5 km, zu der ein Seitendamm von 240 km Länge und 15 m Höhe zwischen den Städten Santa Fe und Goya kommt. Nach dem Stauinhalt wird die Chapetón-Talsperre mit 60,6 Milliarden Kubikmetern weltweit auf Platz 13 liegen.
Das Bauwerk ist eine Kombination aus einem Staudamm mit einer Gewichtsstaumauer. Der Stausee wird 300 km lang sein.
Die technischen Daten des Wasserkraftwerks sind:
- Maximale Stauhöhe: 29 m
- Maximale Nutzhöhe: 18,30 m
- Minimale Nutzhöhe: 9,47 m
- Mittlere Nutzhöhe: 15,38 m
- Installierte Stromerzeugungskapazität: 3000 Megawatt
- Mittlere jährliche Stromerzeugung: 18.578 Gigawattstunden
- Jährliche nutzbare Laufzeit: 6190 Stunden

## Talsperren am Paraná
Weiter oberhalb wird auch die Talsperre Pati geplant bzw. gebaut, die ähnliche Abmessungen wie Chapetón haben wird. Yacyretá, eine weitere Talsperre am Paraná, ist bereits fertiggestellt. Noch weiter oben am Parana, aber nicht mehr in Argentinien, liegt Itaipú.
Siehe auch:
- Liste der größten Talsperren der Erde
- Liste der größten Stauseen der Erde
- Liste der größten Wasserkraftwerke der Erde
- Liste von Talsperren der Welt